# Сан-Бернардину
Сан-Бернардину (порт. São Bernardino)  —  муниципалитет в Бразилии, входит в штат Санта-Катарина. Составная часть мезорегиона Запад штата Санта-Катарина. Входит в экономико-статистический  микрорегион Шапеко. Население составляет 2510 человек на 2006 год. Занимает площадь 144,960 км². Плотность населения — 17,3 чел./км².

## Статистика
- Валовой внутренний продукт на 2003 составляет 21.120.710,00 реалов (данные: Бразильский институт географии и статистики).
- Валовой внутренний продукт на душу населения на 2003 составляет 7.545,81 реалов (данные: Бразильский институт географии и статистики).
- Индекс развития человеческого потенциала на 2000 составляет 0,748 (данные: Программа развития ООН).